# Vickers 6-Ton
A Vickers 6-Ton vagy Vickers Mark E egy brit könnyű harckocsi, melynek gyártója British Vickers-Armstrongs Ltd. volt. Bár a brit hadsereg nem állította hadrendbe, számos országba exportálták vagy gyártották, mint Lengyelország, Finnország, Kína, Sziám, Bulgária, Bolívia. A Szovjetunióban a megvásárolt Vickers licenc alapján a T–26 jelű, Lengyelországban a 7TP jelű harckocsit gyártották. A második világháború kezdetekor a második legnagyobb számban gyártott harckocsi volt a Renault FT–17 után.
A harckocsi felépítése nagyban tükrözi a két világháború közti időszakban kialakult harcászati elgondolásokat. A járművet túlmelegedő motor, gyenge fegyverzet és páncélzat illetve szűk küzdőtér jellemezte. A második világháború kitörésekor már elavultnak számított, nem lehetett méltó ellenfele sem a kortárs páncélosoknak, sem a páncéltörő fegyvereknek. A Wehrmacht lengyelországi hadjárata során a lengyel 7TP-et már csak a Panzer I-esek nem tudták kilőni.

## Alkalmazók
- Bolívia –1 darab egy-tornyos Type A és 2 darab dupla-tornyos Type B,
- Bulgária – 8 darab egy-tornyos Mk.E Type B, csak kiképzési célra,
- Kínai Köztársaság – 20 darab egy-tornyos Mk.E Type B, a japánok ellen vetették be 1937-ben a sanghaji csatában,
- Finnország – 33 darabot tartott szolgálatban 1938-ig, a finnek rövid csövű 47 mm-es, és 37 mm-es Bofors páncéltörő ágyúval szerelték fel a harckocsikat szovjet-finn háború során pedig zsákmányolt hosszú csövű 45 mm-es ágyúkat építettek be,
- Görögország – 2 darab Type A és 2 darab Type B tesztelésre,
- Lengyelország – 22 darab Type B és 16 darab Type A, majd 7TP néven módosított változatát gyártották,
- Portugália –2 darab harckocsi tesztelésre,
- Szovjetunió – a harckocsi első vásárlója, 1931-ben 15 dupla-tornyos Mk.E Type A és a licencet vásárolták meg, átalakítva T– 26 néven gyártották,
- Spanyolország – egy darab bolíviai Vickers Mk.E Type B harckocsi és számos szovjet T–26,
- Thaiföld – 30 darab Vickers Mk.E Type B,
- Egyesült Királyság – 4 darab csak kiképzési célokra,